# Judith Love Cohen
Judith Love Cohen (* 16. August 1933 in Brooklyn, New York; † 25. Juli 2016 in Culver City) war eine US-amerikanische Raumfahrttechnikerin und Autorin. Cohen arbeitete als Elektroingenieurin an der LGM-30 Minuteman-Rakete, der Bodenstation für das Hubble-Weltraumteleskop, den Tracking and Data Relay Satellites und dem Apollo-Programm.
Nach ihrer Pensionierung gründete sie mit ihrem Ehemann David Katz die Verlagsgesellschaft Cascade Pass für Bücher und andere Lernmedien für Kinder, insbesondere Mädchen, wo sie bis zu ihrem Tod über 20 Titel veröffentlichte.

## Kindheit und Jugend
Judith Cohen wurde 1933 in Brooklyn, New York, als Tochter von Sarah (geborene Roisman) und Morris Bernard Cohen geboren. Sie war oft die einzige Frau in ihren Mathematik-Kursen und wollte zunächst Lehrerin für Mathematik werden. Im Alter von 19 studierte sie gleichzeitig Ingenieurwissenschaften am College und tanzte Ballett an der Metropolitan Opera.

## Ausbildung
Judith Cohen erhielt zunächst ein Stipendium vom Brooklyn College, um Mathematik zu studieren, wechselte aber zu den Ingenieurwissenschaften. Nach zwei Jahren College heiratete sie und zog um nach Kalifornien, wo sie als Nachwuchs-Ingenieurin für North American Aviation arbeitete. Abends besuchte sie Kurse der University of Southern California. Laut eigener Aussage habe sie weder während ihres Bachelor-Studiums noch während des Master-Studiums je eine weitere Studentin der Ingenieurwissenschaften in ihren Kursen angetroffen. Cohen erhielt sowohl 1957 den Abschluss Bachelor of Science als auch 1962 den Master of Science von der Viterbi School of Engineering der USC und ist weiterhin mit der Universität verbunden geblieben als beratendes Mitglied des Vorstands der Luft- und Raumfahrttechnik. 1982 absolvierte sie das Engineering Executive Program der University of California.

## Beruf
Cohens Karriere als Ingenieurin begann 1952 mit ihrer Arbeit als Nachwuchs-Ingenieurin bei der North American Aviation. Nach dem Abschluss an der Viterbi School of Engineering 1957 begann sie ihre Arbeit bei den Space Technology Laboratories, die später zu TRW Inc. kamen (ab 2002 Northrop Grumman), wo sie bis zu ihrer Pensionierung 1990 blieb.
1990 gründete Cohen nach ihrem Abschied aus der Ingenieursarbeit mit ihrem dritten Ehemann David Katz den Verlag Cascade Pass. Sie begründeten dort zwei Buchreihen, die erste namens „You Can be a Woman…“ richtete sich besonders an junge Mädchen und sollte diese ermutigen, Berufe in Richtung der Naturwissenschaften und der Ingenieurwissenschaften zu ergreifen. Die zweite Green-Reihe sollte Kindern einen positiven Umgang mit der Umwelt näherbringen. Der Verlag hat bisher (Stand: Ende 2018) mehr als 100.000 Bücher aus beiden Reihen verkauft; einzelne Bände wurden ins Spanische übersetzt.
In ihrem Verlag ist außerdem 2006 das Buch Women of Apollo von Robyn C. Friend erschienen, das Kurzbiographien von vier Wissenschaftlerinnen enthält, die wesentlich an der Apollo-Mission beteiligt waren, unter ihnen Judith Love Cohen.
Im Mai 2014 erhielt Cohen vom Institute of Electrical and Electronics Engineers den Distinguished Literary Contributions Award für ihren literarischen Beitrag dazu, Kinder für MINT-Fächer zu begeistern.

## Privatleben
Judith Cohen war die Mutter von vier Kindern, unter ihnen der Ingenieur Neil Siegel und der Schauspieler Jack Black.

## Trivia
Ihr Sohn Neil Siegel erzählte in seinem Nachruf eine Anekdote aus dem Apollo-Programm. Er schrieb: „Tatsächlich ging sie an dem Tag, an dem Jack geboren wurde, in ihr Büro. Als es an der Zeit war, ins Krankenhaus zu fahren, nahm sie einen Computerausdruck des Problems mit, an dem sie gerade arbeitete. Später an diesem Tag rief sie ihren Chef an und erzählte ihm, dass sie das Problem gelöst hatte. Und ... Ach ja, das Baby wurde auch geboren.“

## Werke (Auswahl)
- Judith Love Cohen: You Can Be a Woman Engineer. Cascade Pass, Marina Del Rey 1991, ISBN 978-1-880599-50-1 (englisch).
- Andrea Mia Ghez, Judith Love Cohen: You Can Be a Woman Astronomer. Cascade Pass, Marina Del Rey 1995, ISBN 978-1-880599-17-4 (englisch).
- Patricia Moore, Judith Love Cohen: You Can Be a Woman Chemist. Cascade Pass, Marina Del Rey 2005, ISBN 978-1-880599-71-6 (englisch).
- Paula Weinstein, Maureen Gosling: You Can Be a Woman Movie Maker. Cascade Pass, Marina Del Rey 2003, ISBN 978-1-880599-63-1 (englisch).
- Sharon Roth Franks, Judith Love Cohen: You Can Be a Woman Oceanographer. Cascade Pass, Marina Del Rey 1994, ISBN 978-1-880599-14-3 (englisch).
- Tisha Venturini, Judith Love Cohen: You Can Be a Woman Soccer Player. Cascade Pass, Marina Del Rey 2000, ISBN 978-1-880599-48-8 (englisch).
- Robyn C. Friend, Judith Love Cohen: A Clean Earth: The Geothermal Story. Cascade Pass, Marina Del Rey 2011 (englisch).
- Robyn C. Friend, Judith Love Cohen: A Clean Planet: The Solar Power Story. Cascade Pass, Marina Del Rey 2010, ISBN 978-1-880599-86-0 (englisch).